# Helibras

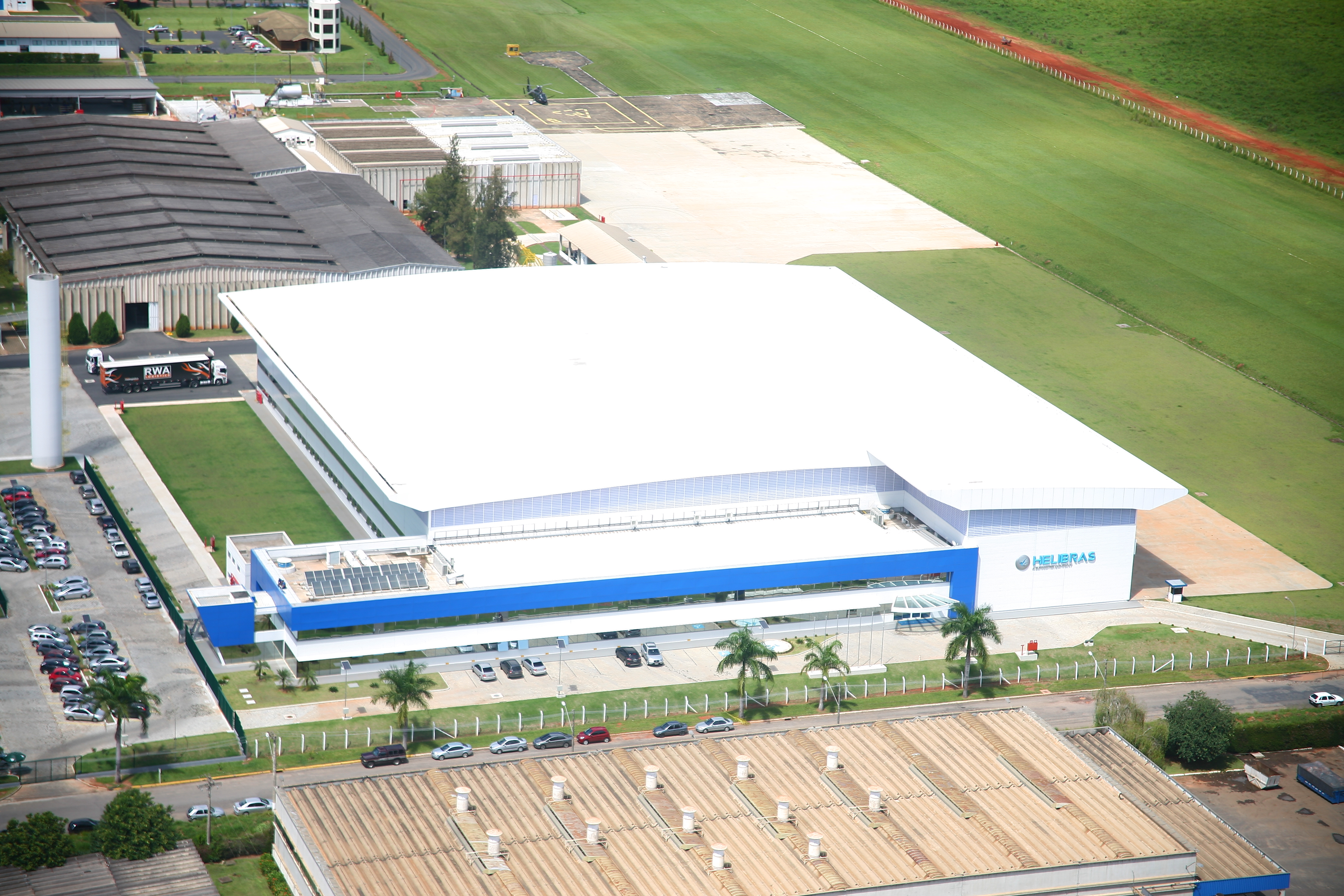
Helibras Hangar in Itajubá

Helicópteros do Brasil (Helibras) ist ein brasilianischer Hubschrauberhersteller und eine Konzerntochter von Airbus Helicopters. In Brasilien ist Helibras Marktführer.

## Geschichte
Das Unternehmen wurde 1978 von Aérospatiale mit der dortigen Stadtverwaltung gegründet. Heute unterhält das Unternehmen eine Fertigungsanlage in Itajubá, ein Trainingszentrum in São Paulo und einen Wartungsbetrieb in Rio de Janeiro.

## Produkte
Helibras stellt in Lizenzproduktion diverse zivile und militärische Eurocopter-Hubschrauber verschiedener Leistungsklassen her. Der größte Typ ist der Militärhubschrauber NH90 mit 19,50 m Länge, der kleinste der leichte Zivilhubschrauber EC 120 mit 9,60 m Länge.